# Jednotný katolický zpěvník
Jednotný katolický zpěvník (slovensky Jednotný katolícky spevník, ve zkratce JKS) je kancionál římskokatolické církve na Slovensku. Poprvé vyšel v roce 1937 a používá se dodnes, což nemá ve střední Evropě obdobu. Vznikl v letech 1921 až 1936 z iniciativy Mons. Jána Pöstényiho, správce Spolku svatého Vojtěcha, a sestavil jej hudební skladatel a trnavský regenschori Mikuláš Schneider-Trnavský, který do něho zařadil 226 vlastních písní.